# Knack (revista)
Knack és una revista setmanal belga (flamenca) que inclou notícies locals, polítiques, esports, negocis, llocs de treball i esdeveniments comunitaris. Knack va ser fundada el 1971 com la primera revista de notícies flamenques del país. La revista va ser modelada prenenet com a referència Time, Newsweek, Der Spiegel i L'Express. Knack té una línia política liberal esquerra. El propietari de la revista és Roularta Media Group. Es publica setmanalment els dimecres. La seu de la revista es troba a Brussel·les. És l'equivalència flamenca de la revista francesa Le Vif / L'Express que també pertany a Roularta Media Group. Ambdues revistes són publicades per Roularta Printing, una filial del Roularta Media Group. Knack té diversos suplements, Knack Weekend, Focus Knack i Mondiaal Nieuws, una revista mensual alternativa. El 2010 Knack va començar a oferir T'chin, un suplement de salut, juntament amb la seva revista germana Le Vif / L'Express. La revista va tenir una distribució de 112.928 exemplars el 2010 i de 110.423 còpies el 2011.